# خمیسات
خمیسات یکی از شهرهای کشور مراکش است. این شهر در ۴۰ کیلومتری شهر رباط قرار دارد.